# Masthuggs församling
Göteborgs Masthuggs församling är en församling i Göteborgs södra kontrakt i Göteborgs stift. Församlingen ligger i Göteborgs kommun i Västra Götalands län och ingår i Carl Johans pastorat.
Församlingen omfattar delar av stadsdelarna Masthugget och Stigberget, samt en mindre del av Majorna. En del av Stigberget tillhör Oscar Fredriks församling sedan 1968.

## Administrativ historik
Församlingen bildades 1 maj 1883 genom utbrytning ur Domkyrkoförsamlingen. 1908 utbröts Oscar Fredriks församling och samtidigt tillföll en mindre del av Masthuggs territorier Annedals församling, som också bildades 1908.
Församlingar har till 2018 utgjort ett eget pastorat för att därefter ingå i Carl Johans pastorat.
År 1892 beskrivs församlingsområdet omfatta: "Området emellan Götaelf, Vallgrafven, Pusterviksplatsen, derifrån öfver Nya alléen genom östra Skansgatan, Bergsgatan, Husargatan och öfra Husargatan, Slottsskogsparkens östra gräns, gränsen mot tillstötande landsförsamlingar, vestra gränserna för Slottsskogslägenheterna Margreteberg och Stubbehagen samt dalen, derifrån Slottsskogsvägen, gränsen för Slottsskogsparken till den gata, som å den af Kongl. Maj:t 15/2 78 fastställda plankarta öfver förstaden Majorna med flera områden betecknas med bq, vidare samma gata, den å nämnda karta med p betecknade öppna plats, Banegatan, Stigbergstorget, Allmänna vägen och gränsen emellan äldre stadsområdet och förstaden Majorna; jus praes."

## Kyrkor
För gudstjänsterna användes till en början S:t Johanneskyrkan (som dock inte hörde till församlingen). Oscar Fredriks kyrka byggdes från början som Masthuggs församlingskyrka. Efter att församlingen delats byggdes 1911–1914 en ny kyrka som fick namnet Masthuggskyrkan. Pater Nosterkyrkan hörde från uppförandet 1973 fram till 2010 också till församlingens kyrkor.

### Församlingshem
Församlingshem 1915–1974 och sedan 1995 är Repslagargården vid Repslagaregatan i Masthugget. Åren däremellan var en byggnad vid Klingners plats i nya Masthugget församlingshem.

## Areal
Masthuggs församling omfattade den 1 januari 1976 en areal av 1,3 kvadratkilometer, varav 1,1 kvadratkilometer land.